# Finn Reynolds
Finn Reynolds (ur. 4 stycznia 2000 w Hastings) – nowozelandzki tenisista, finalista juniorskiego Australian Open 2017 w grze podwójnej, reprezentant kraju w rozgrywkach Pucharu Davisa.

## Kariera tenisowa
W 2017 roku, startując w parze z Duarte Valem awansował do finału juniorskiego turnieju wielkoszlemowego Australian Open. Wówczas w decydującym meczu nowozelandzko-portugalski debel przegrał z duetem Hsu Yu-hsiou-Zhao Lingxi.

### Finały juniorskich turniejów wielkoszlemowych w grze podwójnej (0–1)
| Końcowy wynik | Nr | Data             | Turniej                    | Nawierzchnia | Partner     | Przeciwnicy              | Wynik finału      |
| ------------- | -- | ---------------- | -------------------------- | ------------ | ----------- | ------------------------ | ----------------- |
| Finalista     | 1. | 27 stycznia 2017 | Australian Open, Melbourne | Twarda       | Duarte Vale | Hsu Yu-hsiou Zhao Lingxi | 7:6(8), 4:6, 5−10 |